# 半神 (漫画)
『半神』（はんしん）は、萩尾望都による短編漫画作品、および本作品を表題作とする短編集。『プチフラワー』（小学館）1984年1月号に掲載された。
結合双生児を題材とした話を、16ページの短編で描いている。
野田秀樹が主宰する夢の遊眠社により戯曲化・舞台化されている。

## あらすじ
少女ユージーとユーシーは、腰の辺りで身体が繋がった結合双生児である。妹のユーシーは知的障害があって話すこともできないが、美しい容姿を持ち、天衣無縫な笑顔を振りまいて、周りからは天使のようだと可愛がられた。しかし姉のユージーはまったく正反対だった。高い知能を持って健常者と同じように話すことができ、運動機能も問題がないものの、妹の身体に栄養のほとんどを吸われて醜く痩せ細り、髪もろくに生えない。おまけに妹の世話を両親から任され、自由に動きまわることもままならず、唯一の楽しみである勉強ですら妹に邪魔されてしまう。しかもそのあいだ、妹の美しさへの称賛をずっと聞かされ続けなければいけない。ユージーにとって妹は決して離れることができない疫病神であり、自身のコンプレックスの象徴であった。
やがて双子は13歳になり、成長した二人の身体は限界を迎えていた。栄養を作り出せるのはユージーだけだが、彼女の身体は二人分の負担に耐えきれずに衰弱し、もはや歩くこともできなくなっていた。医師より「このままでは二人とも長く生きていられない」「切り離す手術をすれば、君だけは助けることができる」と告げられ、ユージーはついに妹から解き放たれ、自由になることができる機会を得たことを知る。手術後、一人だけの身体になり体力も戻ったユージーは妹に面会する。病室のベッドに横たわったユーシーの姿にかつての美しさは見る影もなく、醜く痩せこけ、まるでこれまでの自分自身のように見えた。妹の身体は自分で栄養を作り出すことができないため、程なく命を終えようとしていたのだ。
そして年月が過ぎ、ユージーは16歳の健康で美しい少女に成長した。前向きでエネルギッシュな彼女は、自分の手で多くの幸せを形にしていた。しかしそんな満たされた毎日の中で、ふとしたとき鏡の中の自分にかつて嫌っていた妹の姿を見つける。あのとき死んでいったのは自分の方だったのか。ユージーは妹への憎しみと愛をかみしめ、失った半身の大きさに涙を流す。

## 単行本・文庫本
- 萩尾望都作品集 第2期 第9巻『半神』 小学館 プチコミックス 1985年3月20日初版発行 ISBN 4-09-178029-6
収録作品 「半神」、「ラーギニー」、「スロー・ダウン」、「酔夢」、「花埋み」、「紅茶の話」、「追憶」、「パリ便り」、「ハーバル・ビューティ」、「遊び玉」、「マリーン」
- 『半神』 小学館 小学館文庫 1996年9月20日初版発行 ISBN 4-09-191017-3
収録作品 「半神」、「ラーギニー」、「スロー・ダウン」、「酔夢」、「ハーバル・ビューティ」、「偽王」、「温室」、「左ききのイザン」、「真夏の夜の惑星」、「金曜の夜の集会」
- 萩尾望都Perfect Selection 9（フラワーコミックススペシャル）『半神』 2008年2月26日初版発行 ISBN 4-09-131224-1
収録作品 「半神」、「イグアナの娘」、「天使の擬態」、「学校へ行くクスリ」、「午後の日差し」、「偽王」、「温室」、「マリーン」、「カタルシス」、「帰ってくる子」、「小夜の縫うゆかた」、「友人K」

## 舞台劇
原作者・萩尾と劇作家・野田秀樹の共同脚本の下、1986年、野田が主宰する夢の遊眠社により戯曲化・舞台化された。1988年、1990年（ともに夢の遊眠社公演）に再演され、1990年にはエディンバラ国際芸術祭で上演された。1999年には野田の設立したNODA・MAPにより公演。その後、演出に野田が携わる携わらないにかかわらず、幾度も再演されている。また、萩尾と野田による戯曲ではなく原作を演劇化するケースも少数ある。三浦佑介・吉野翼の構成・演出の絵空箱での公演がそうである。
萩尾と野田による戯曲版は『半神』の他、同作者による漫画『霧笛』の要素も取り入れられており、現実と虚構が入れ子構造となった特異な作品となっている。以下は全て萩尾と野田による戯曲版の公演である（ただし、網羅されてはいない）。

### あらすじ（萩尾・野田の戯曲版）
岬に立つ銀の塔に両親と暮らすシャムの双生児、醜いが賢いシュラと白痴だが美しいマリア。2人のもとにある日家庭教師（先生）がやってくる。シュラは「4次元から5次元へと至る、らせん方程式の解」を見つけ出そうとしているが、実は先生の祖父である老数学者は、かつてその方程式を解くことで「世界の六つ目の「果て」」を解き明かし、「この世のものとは思われぬ音」を聞こうとしていた。
一方、スフィンクス、ユニコーン、ガブリエル、ハーピー、マーメイドの化け物たちが双子の様子を窺っている。彼らは双子を自分たちの世界に引き込もうとしている。「人の世界にそのままいても人に愛されることはないし、身体に無理がきて死んでしまう」とシュラに語りかける化け物たち。その言葉通り、そのうち2人の心臓が不整脈を打ち始める。成長していくにつれ、内臓が2人分の身体を支えることができなくなってきたのだ。主治医の老ドクターは2人の分離手術を提案するが、心臓は1つ。シュラかマリア、どちらを生かすかの選択を迫られる。

### 夢の遊眠社 第32回公演（1986年〔初演〕）
1986年2月、本多劇場にて公演。

#### キャスト（1986年）
- 老数学者・老ドクター - 野田秀樹
- シュラ - 円城寺あや
- マリア - 竹下明子
- 先生 - 上杉祥三
- スフィンクス - 佐戸井けん太
- 父 - 田山涼成
- 母 - 山下容里枝
- 右子・ガブリエル - 杉浦佐知子
- 左子・マーメイド - 向井薫
- ユニコーン - 浅野和之
- ハービー - 羽場裕一
- ゲーリューオーン - 門間利夫

#### スタッフ（1986年）
- 原作・脚本：萩尾望都
- 脚本：萩尾望都・野田秀樹
- 演出：野田秀樹

### 夢の遊眠社 第35回公演（1988年）
1988年4月 - 5月、東京のシアターアプル、および大阪の近鉄劇場にて公演。

#### キャスト（1988年）
- 老数学者・老ドクター - 段田安則
- シュラ - 野田秀樹
- マリア - 山下容里枝
- 先生 - 上杉祥三
- スフィンクス - 佐戸井けん太
- 父 - 浅野和之
- 母 - 向井薫
- 右子・ガブリエル - 竹下明子
- 左子・マーメイド - 円城寺あや
- ユニコーン - 羽場裕一
- ハービー - 上田信良
- ゲーリューオーン - 遠山敏也

#### スタッフ（1988年）
- 原作・脚本：萩尾望都
- 脚本：萩尾望都・野田秀樹
- 演出：野田秀樹

### 夢の遊眠社 第38回公演（1990年）
リニューアルバージョンと称し、1990年3月 - 6月、JR東海エクスプレスシアターの協賛で全国10都市にて上演。
1990年8月 - 9月、エディンバラ国際芸術祭にて海外公演。

#### キャスト（1990年）
- 老数学者/ドクター - 野田秀樹
- シュラ - 円城寺あや
- マリア - 竹下明子
- 先生 - 羽場裕一
- スフィンクス - 佐戸井けん太
- 父 - 田山涼成
- 母 - 川俣しのぶ
- 右子/ガブリエル - 山下容莉枝
- 左子/マーメイド - 向井薫
- ユニコーン - 浅野和之
- ハーピー - 上田信良
- ゲーリューオ―ン - 門間利夫

#### スタッフ（1990年）
- 原作・脚本：萩尾望都
- 脚本：萩尾望都・野田秀樹
- 演出：野田秀樹

### NODA MAP 第6回公演（1999年）
野田秀樹が1993年に設立したNODA・MAPにより、1999年4月 - 5月、東京のシアターコクーン、および大阪の近鉄劇場にて公演。

#### キャスト（1999年）
- シュラ - 深津絵里
- マリア - 加藤貴子
- 老数学者/ドクター - 野田秀樹
- 先生 - 勝村政信
- 母 - 鷲尾真知子
- 父 - 山崎一
- 右子/ガブリエル - 山下裕子
- ユニコーン - 右近健一
- ハーピー - 水谷誠伺
- スフィンクス - 佐々木蔵之介
- 左子/マーメイド - 明星真由美
- ゲーリューオーン - 佐藤拓之

#### スタッフ（1999年）
- 原作・脚本：萩尾望都
- 脚本：萩尾望都・野田秀樹
- 演出：野田秀樹

### ブラック★タイツ No.4 SPECAL SHOW（2012年）
ブラック★タイツにより、2012年2月15日 - 17日、世界館にて公演。

#### キャスト（2012年）
- シュラ - 上野淑子
- マリア - 灰野優子
- 先生 - 福地教光
- 老数学者/老ドクター - maechang
- 父 - 上野真紀夫
- 母 - 岡部雅子
- スフィンクス - 前川哲志
- ハーピー - 野倉良太
- ユニコーン/中尾隆史 - 中尾隆史
- ガブリエル/右子 - TAKECO
- マーメイド/左子 - 上西沙耶

#### スタッフ（2012年）
- 原作・脚本：萩尾望都
- 脚本：野田秀樹
- 演出：前田有祐

### 2014年版（日韓国際共同制作事業作）
国際交流基金が、日韓国際共同制作事業として、東京芸術劇場および韓国の明洞芸術劇場との共催で2014年に上演。韓国公演と日本公演が行われ、いずれも言語は韓国語のみでの上演だったが、韓国では9月20日&10月3日に英語字幕あり、9月27日&10月4日に日本語字幕あり、日本では日本語イヤホンガイド付で上演された。

#### 日程（2014年）
- 2014年9月20日 - 10月5日、韓国（ソウル）・明洞芸術劇場 ※当初は2014年9月12日からの予定だったが、主演のチュ・イニョンが急性虫垂炎で入院したため、19日に延期[10]、その後も容体を見て20日からに延期された。
- 2014年10月24日 - 10月31日、日本（東京）・東京芸術劇場プレイハウス

#### キャスト（2014年）
- シュラ - チュ・イニョン
- マリア - チョン・ソンミン
- 老数学者、老ドクター - オ・ヨン
- 先生 - イ・ヒョンフン
- 母 - イ・ジュヨン
- 父 - パク・ユニ
- 右子、ガブリエル - イ・スミ
- 左子、マーメイド - ソ・ジュヒ
- スフィンクス - キム・ビョンチョル
- ヤン・ドンタク
- キム・ジョンホ
- チョン・ホンソプ

#### スタッフ（2014年）
- 原作・脚本：萩尾望都
- 脚本：萩尾望都・野田秀樹
- 演出：野田秀樹

### 劇団アトリエ 第17回公演（2015年）
劇団アトリエにより、2015年6月12日 - 14日にかけて扇谷記念スタジオ シアターZOOにて上演。

#### キャスト（2015年）
- シュラ - 柴田知佳（劇団アトリエ）
- マリア - びす子
- 小山佳祐（劇団アトリエ）
- 信山E紘希（座・れら）
- 茎津湖乃美
- 有田哲（劇団アトリエ）
- 女池祥子
- 山木眞綾
- 伊達昌俊（劇団アトリエ）
- 本吉夏姫（東区市民劇団オニオン座）
- 遠藤洋平

#### スタッフ（2015年）
- 原作・脚本：萩尾望都
- 脚本：野田秀樹
- 演出・脚色：小佐部明広

### 劇団Tempa2016年 春公演
劇団Tempaにより、2016年5月14日・15日に広島市東区民文化センター・ホールにて上演。

#### キャスト（劇団Tempa2016年）
- シュラ / マリア  - 油野昌子、原かおり（Wキャスト（回ごとに交代））
- 三上雄大
- 久保幸路
- 木村聡
- 石本賛美
- 沖ちほ
- 新宅由三枝
- 小池雅美
- 若野みゆき
- 田中翔貴
- 佐藤伸哉

#### スタッフ（劇団Tempa2016年）
- 原作・脚本：萩尾望都
- 脚本：野田秀樹
- 演出：越智良江

### Accendere旗揚公演（2016年）
Accendereにより、2016年9月19日 - 25日、新潟古町えんとつシアターにて上演。

#### キャスト（Accendere2016年）
- シュラ / マリア - 先川史織、大井南（Wキャスト（回ごとに交代））
- 岡田康之
- 内藤陽介
- 石川直幸
- 風間愛恵（WARP）
- 後藤忠彦（劇団@nDANTE）
- 小林葉月（舞衆一ノ太刀）
- 平田宇晃
- 木了涼
- 佐久間喜子（劇団カタコンベ）
- 星野あつシ（蒲原ファンタジア）

#### スタッフ（Accendere2016年）
- 原作・脚本：萩尾望都
- 脚本：野田秀樹
- 演出：石川直幸・岡田康之

### クラアク芸術堂 第1回公演（2017年）
前述の2015年公演団体の劇団アトリエが名称変更したクラアク芸術堂により、サンピアザ劇場企画公演プレミアムステージとして2017年8月31日 - 9月3日にかけて企画元の札幌・サンピアザ劇場にて上演。

#### キャスト（2017年）
- シュラ - 柴田知佳
- マリア - 池江蘭
- 先生 - 遠藤洋平
- スフィンクス - 信山E紘希（クラアク芸術堂）
- ハーピー - 縣梨恵（トランク機械シアター）
- ユニコーン - 有田哲（クラアク芸術堂）
- マーメイド - 丸山琴瀬（キャスティングオフィスエッグ）
- ガブリエル - 山木眞綾（クラアク芸術堂）
- 父 - 剣崎薫
- 母 - 五十川由華（おかめの三角フラスコ）
- 数学者 - 三島祐樹

#### スタッフ（2017年）
- 原作・脚本：萩尾望都
- 脚本：野田秀樹
- 演出・脚色：小佐部明広

### 2018年版
桜井玲香と藤間爽子のW主演で、2018年7月に上演。

#### 日程（2018年）
- 2018年7月11日 - 16日、東京・天王洲 銀河劇場 ※7月11日はプレビュー公演
- 2018年7月19日 - 22日、大阪・松下IMPホール

#### キャスト（2018年）
- シュラ - 桜井玲香
- マリア - 藤間爽子
- 先生 - 太田基裕
- 母 - 七味まゆ味
- ユニコーン - 永島敬三
- スフィンクス - 牧田哲也
- ハーピー - 加藤ひろたか
- 右子、ガブリエル - 田中穂先
- 左子、マーメイド - 淺場万矢
- ゲーリューオーン - とよだ恭兵
- 父 - 福田転球
- 老数学者、老ドクター - 松村武
- 齋藤明里
- エリザベス・マリー
- 村松洸希

#### スタッフ（2018年）
- 原作・脚本：萩尾望都
- 脚本：野田秀樹
- 演出：中屋敷法仁

### 劇団楽天夢座30周年記念公演（2018年）
劇団楽天夢座により、2018年9月15日、山形市中央公民館ホールにて上演。

#### キャスト（劇団楽天夢座2018年）
- シュラ - 片岡麗
- マリア - 早川裕子
- 先生 - 楽天十郎
- 老数学者 - 松本航大
- スフィンクス - 鈴木敏功
- マーメイド - 鈴木由美子
- ガブリエル - 押切美樹
- ユニコーン - 龍巳
- ハーピー - 常世田美穂
- ゲーリュオーン - 小松結衣
- その他の神話達 - 夢実子（オフィス夢実子）
- 父 - 海野護慈羅
- 母 - 古澤香

#### スタッフ（劇団楽天夢座2018年）
- 原作・脚本：萩尾望都
- 脚本：野田秀樹
- 演出：楽天十郎

### たまの民プロデュース公演（2020年）
たまの民のプロデュースにより、2020年1月17日 - 19日、南大沢文化会館 交流ホールにて上演。

#### キャスト（たまの民プロデュース2020年）
- シュラ - 鹿目理佐（たまの民）
- マリア - 上田茉衣子
- 大野創（アーバン野蛮人・浮遊のカンキ船）
- 箕西祥樹（劇団木霊）
- 李勇雅
- 奥泉（露と枕）
- 藤中樹音
- 瀬川花乃子（劇団木霊）
- 小原春日（劇団くるめるシアター）
- 小澤南穂子
- 澤あやみ（露と枕）

#### スタッフ（たまの民プロデュース2020年）
- 原作・脚本：萩尾望都
- 脚本：野田秀樹
- 演出：廣瀬楽人

### うつつのしかく 第2回公演（2020年）
うつつのしかくにより2020年12月25日 - 27日、シアター風姿花伝にて上演。当初は4月に同劇場で上演が予定されていたが、新型コロナウイルスの影響で中止となっていた。

#### キャスト（うつつのしかく2020年）
- シュラ - 石川詩織
- マリア - 広山詞葉
- 先生 - 白倉裕二
- 老数学者 - 加瀬澤拓未
- スフィンクス - 山森信太郎
- ユニコーン - 畑中実
- ハーピー - 中村亮太
- マーメイド - 秋草瑠衣子
- ガブリエル - 大原万由子
- ゲーリューオーン - 木村昌誉
- 父 - 参川剛史
- 母 - 真崎ゆか
- 八戸のおじさん - 大石重

#### スタッフ（うつつのしかく2020年）
- 原作・脚本：萩尾望都
- 脚本：野田秀樹
- 演出：秋草瑠衣子

## 映画
1989年、当時ロンドン・インターナショナル・フィルム・スクールに在学中だった佐藤嗣麻子が、卒業制作で『SUZY&LUCY』というタイトルで映像化した。佐藤にとっては初の監督作品。